# Altdorf (Uri)
Altdorf (Njemački) je gradić u Švicarskoj i glavni grad kantona Urija.

## Stanovništvo
| Razvoj stanovništva | Razvoj stanovništva |
| Godina              | Stanovništvo        |
| ------------------- | ------------------- |
| 1837.               | 1903                |
| 1850.               | 2112                |
| 1880.               | 2906                |
| 1888.               | 2542                |
| 1920.               | 4163                |
| 1930.               | 4240                |
| 1950.               | 6576                |
| 1970.               | 8647                |
| 1980.               | 8230                |
| 1990.               | 8282                |
| 2000.               | 8541                |
| 2005.               | 8615                |

- Stranaca: 13,0 % (2005.) Većina njih je iz: Italije, Turske, Srbije, Hrvatske, Njemačke i Šri Lanke.

- Kapucinski samostan Svih svetih
- Tellovo kazalište
- Spomenik Wilhemu Tellu
- ulica Herrengasse
- pogled prema Nussbäumli
- Pogled prema Altdorfu
- Altdorf oko 1900.

## Vanjske poveznice
- (njem.) Altdorf, službene stranice.